# Neoaulacoryssus
Neoaulacoryssus es un  género de coleópteros adéfagos de la familia Carabidae.

## Especies
Comprende las siguientes especies:
- Neoaulacoryssus cupripennis (Gory, 1833)
- Neoaulacoryssus speciosus (Dejean, 1829)